# Hoquei Club Sentmenat
L'Hoquei Club Sentmenat è un club di hockey su pista avente sede a Sentmenat in Spagna.